# SuperHeavy
«SuperHeavy» — рок-супергурт, який організовано у 2011 році легендарним британським рок-музикантом і вокалістом гурту «The Rolling Stones» Міком Джаґґером. У перекладі назва означає «Суперважкі». До складу входять такі імениті та різножанрові музиканти як сам Мік Джаґґер, екс-учасник британського дуету «Eurythmics», продюсер Дейв Стюарт, юна володарка «Греммі» соул-співачка Джосс Стоун, молодший, 11-й по рахунку син Боба Марлі — Деміан, зберігаючий родинну вірність регі, і гремміносний індійський композитор Алла Ракха Рахман, автор саундтреків до фільмів «Мільйонер із нетрів» та «127 годин».
Дебютний альбом під назвою «SuperHeavy» вийшов 19 вересня 2011 року.

## Дискографія
| Назва      | Інформація про альбом                                                            | Місце в чатах | Місце в чатах | Місце в чатах | Місце в чатах | Місце в чатах | Місце в чатах | Місце в чатах | Місце в чатах | Місце в чатах | Місце в чатах |
| Назва      | Інформація про альбом                                                            | AUT           | BEL (VL)      | DNK           | NL            | NOR           | NZ            | SWE           | SWI           | UK            | US            |
| ---------- | -------------------------------------------------------------------------------- | ------------- | ------------- | ------------- | ------------- | ------------- | ------------- | ------------- | ------------- | ------------- | ------------- |
| SuperHeavy | - Дата релізу: 19 Вересня 2011 - Лейбл: A&M Records - Формат: CD, Music download | 1             | 14            | 9             | 1             | 17            | 12            | 31            | 2             | 13            | 26            |

1. ↑  Austrian Charts > Rumer. australian-charts.com/. Архів оригіналу за 27 серпня 2012. Процитовано 6 квітня 2012.
2. ↑  Belgium Charts > Rumer. http://www.ultratop.be. Архів оригіналу за 27 серпня 2012. Процитовано 6 квітня 2012. {{cite web}}: Зовнішнє посилання в |publisher= (довідка)
3. ↑  Danish Charts > Rumer. http://danishcharts.com/. Архів оригіналу за 27 серпня 2012. Процитовано 6 квітня 2012. {{cite web}}: Зовнішнє посилання в |publisher= (довідка) [Архівовано 2016-03-06 у Wayback Machine.]
4. ↑  Dutch Charts > Rumer. dutchcharts.nl/. Архів оригіналу за 27 серпня 2012. Процитовано 6 квітня 2012.
5. ↑  Norwegian Charts > Rumer. norwegiancharts.com/. Архів оригіналу за 27 серпня 2012. Процитовано 6 квітня 2012.
6. ↑  New Zealand Charts > Rumer. norwegiancharts.com/. Архів оригіналу за 27 серпня 2012. Процитовано 6 квітня 2012. [Архівовано 2016-02-13 у Wayback Machine.]
7. ↑  Swedish Charts > Rumer. swedishcharts.com/. Архів оригіналу за 27 серпня 2012. Процитовано 6 квітня 2012.
8. ↑  Swiss Charts > Rumer. hitparade.ch/. Архів оригіналу за 27 серпня 2012. Процитовано 6 квітня 2012.